# Pozuelo de Tábara
Pozuelo de Tábara – gmina w Hiszpanii, w prowincji Zamora, w Kastylii i León, o powierzchni 25,39 km². W 2011 roku gmina liczyła 164 mieszkańców.